# دون مكمانوس
دون مكمانوس (بالإنجليزية: Don McManus)‏ هو ممثل أمريكي، ولد في 8 نوفمبر 1959 بسان دييغو في الولايات المتحدة.

## أعمال

### أفلام
- (1994) الخلاص من شاوشانك
- (1997) اختطاف طائرة الرئيس[1][2][3]
- (1999) ماغنوليا
- (2000) اليوم السادس[4]
- (2001) هانيبال[5][6]
- (2004) الكنز الوطني
- (2007) أوشن 13[7]
- (2013) لوفلاس
- (2014) عداء المتاهة[8][9][10]
- (2018) النائب
- (2018) تحت بحيرة الفضة

### مسلسلات
- 24
- آلي مكبيل
- أم
- إليين فورس
- تشريح غراي
- دارما وغريغ
- موردر
- كاسل
- كولد كيس

## وصلات خارجية
- دون مكمانوس على موقع IMDb (الإنجليزية)
- دون مكمانوس على موقع ألو سيني (الفرنسية)
- دون مكمانوس على موقع أول موفي (الإنجليزية)
- دون مكمانوس على موقع قاعدة بيانات الفيلم (الإنجليزية)
- دون مكمانوس على موقع كينوبويسك (الروسية)